# Contea di Lancaster (Nebraska)
La contea di Lancaster (in inglese Lancaster County) è una contea dello Stato del Nebraska, negli Stati Uniti. La popolazione al censimento del 2000 era di 250 291 abitanti. Il capoluogo di contea è Lincoln.